# Sèrie Radeon 500
La sèrie Radeon 500 és una sèrie de processadors gràfics desenvolupats per AMD. Aquestes targetes es basen en la quarta iteració de l'arquitectura Graphics Core Next, amb GPU basades en xips Polaris 30, Polaris 20, Polaris 11 i Polaris 12. Així, la sèrie RX 500 utilitza la mateixa microarquitectura i conjunt d'instruccions que el seu predecessor, alhora que fa ús de millores en el procés de fabricació per permetre velocitats de rellotge més altes.
Els xips GCN de tercera generació es produeixen en un procés CMOS de 28 nm. Els xips Polaris (GCN de quarta generació) (excepte el Polaris 30) es produeixen amb un procés FinFET de 14 nm, desenvolupat per Samsung Electronics i amb llicència de GlobalFoundries. Els xips Polaris 30 es produeixen amb un procés FinFET de 12 nm, desenvolupat per Samsung i GlobalFoundries.

## Taula de xipset
- Els estàndards de visualització compatibles són: DisplayPort 1.4 HBR, HDMI 2.0b, color HDR10.
- També s'admeten DVI-D i DVI-I de doble enllaç amb resolucions de fins a 4096 × 2304, tot i que els ports no estan presents a les targetes de referència.
- També s'admeten ports VGA amb resolucions de fins a 2048x1536, tot i que els ports no estan presents a les targetes de referència, encara que els ports VGA es troben principalment a les targetes venudes exclusivament a l'Àsia oriental.